# Ḩalab (ort i Iran)
Ḩalab (persiska: حلب, خَلَب) är en ort i Iran.   Den ligger i provinsen Zanjan, i den nordvästra delen av landet, 300 km väster om huvudstaden Teheran. Ḩalab ligger 1 482 meter över havet och antalet invånare är 829.
Terrängen runt Ḩalab är kuperad åt nordost, men åt sydväst är den platt. Runt Ḩalab är det ganska glesbefolkat, med 38 invånare per kvadratkilometer. Ḩalab är det största samhället i trakten. Trakten runt Ḩalab består i huvudsak av gräsmarker.